# Diadegma hispanicum
Diadegma hispanicum là một loài tò vò trong họ Ichneumonidae.